# Northrop F-89
Die Northrop F-89 Scorpion war ein zweistrahliger Allwetter-Abfangjäger des US-amerikanischen Herstellers Northrop aus der Anfangszeit des Kalten Krieges.

## Konstruktion
Die F-89 war ein Mitteldecker mit verschiedenen Versionen von Allison-Triebwerken. Konstruktionsmerkmale waren die beiden Behälter mit ungelenkten Raketen an den Tragflächen sowie die beiden unter dem Rumpf platzierten Triebwerke.

## Geschichte
Die F-89 sollte als strahlgetriebener Nachfolger für die P-61 Black Widow dienen und wurde gemäß einer Forderung des ATSC (Air Technical Service Command) vom März 1945 entwickelt. Sie sollte Luft-Luft-Raketen tragen, deren Klappleitwerke sich erst nach dem Abfeuern entfalteten. Vorbild war die von der deutschen Luftwaffe in den letzten Kriegstagen eingesetzte R4M. Nachdem der Entwicklungsvertrag im Mai 1946 abgeschlossen worden war, bestellte die USAAF im Dezember zwei Prototypen des Flugzeugs. Der Erstflug einer XF-89 fand am 16. August 1948 statt. Der Prototyp zeigte so gute Flugeigenschaften, dass die USAF nach einem letzten Vergleichsfliegen im Oktober 1948 mit der Curtiss XF-87 im Januar 1949 einen Serienauftrag über 48 F-89A vergab. Am 25. November 1950 flog die erste Serienmaschine, die planmäßige Auslieferung begann im Jahr 1951.
Zwei F-89D waren am 16. August 1956 an der Schlacht von Palmdale beteiligt, in der es den Flugzeugen misslang, eine unkontrollierbar gewordene Zieldrohne abzuschießen. Der Einsatz scheiterte insbesondere an der nicht ausgereiften Zielautomatik für die ungelenkten Raketen, die die Drohne verfehlten und stattdessen in der Stadt Palmdale und ihrer Umgebung schwere Sachschäden verursachten.
Am 19. Juli 1957 feuerte eine F-89J im Rahmen des Plumbbob-John-Kernwaffentests auf der Nevada Test Site zum ersten und bisher einzigen Mal eine nukleare Luft-Luft-Rakete ab. Dabei handelte es sich um eine AIR-2 Genie, die in 4.600 Metern Höhe gestartet wurde. Der nukleare 1,7-kT-Sprengkopf explodierte kurze Zeit später.
Von 1957 bis 1969 wurde die F-89 durch die Convair F-102 abgelöst; die F-89 kam zu den Staffeln der Air Force Reserve und der Air National Guard. Einige Maschinen wurden auch zu Drohnen und Flugkörperleitflugzeugen umgebaut.

## Versionen

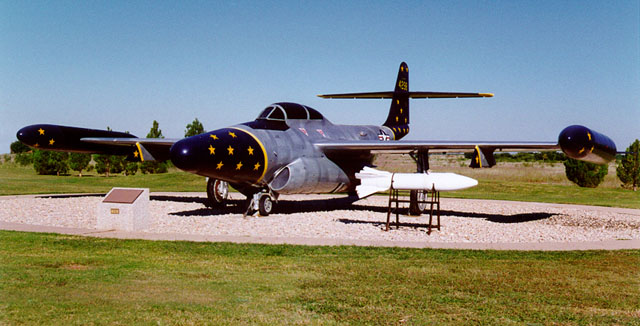
F-89H Scorpion

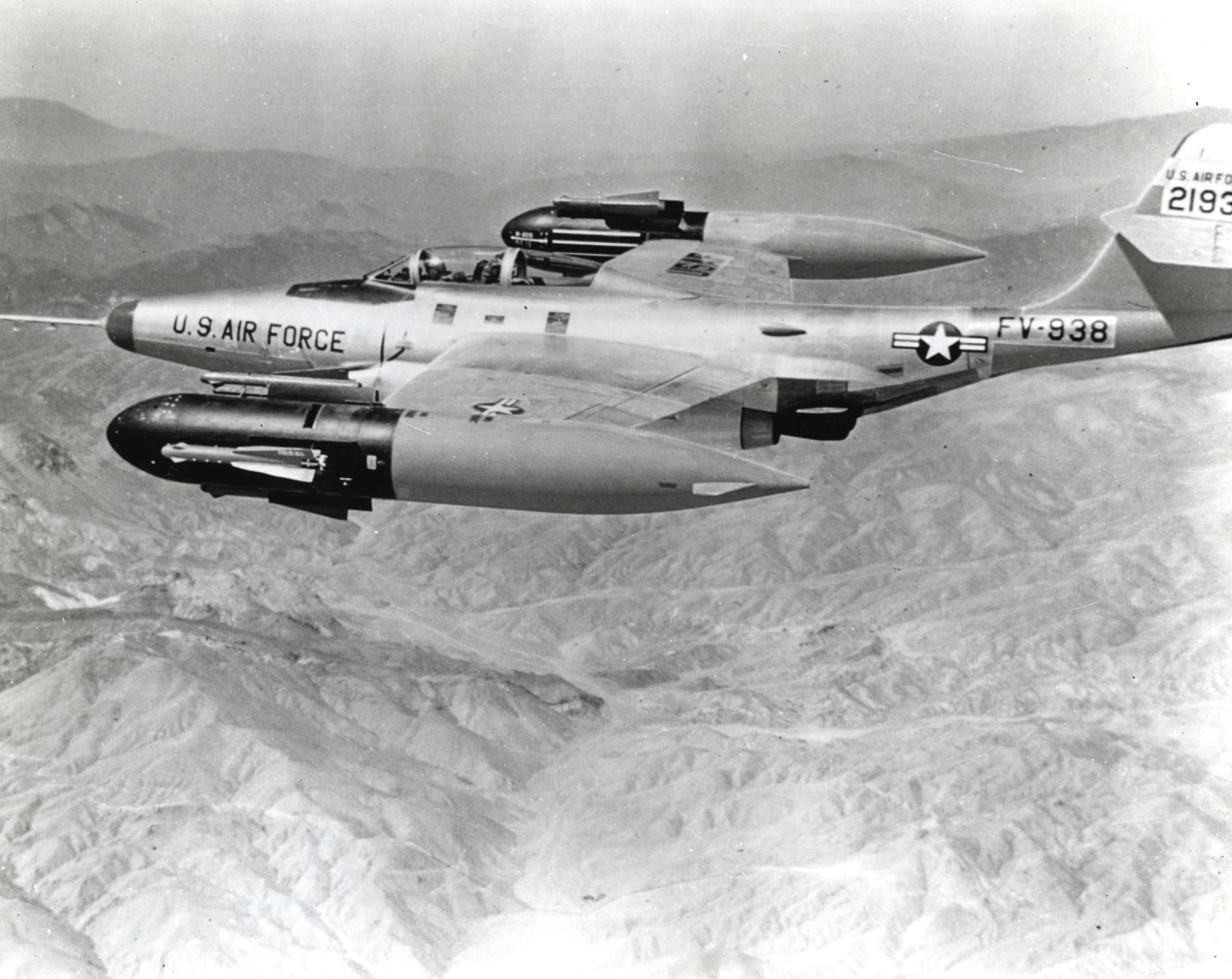
F-89 Scorpion mit Luft-Luft-Raketen vom Typ AIM-4 Falcon

Die F-89A war die erste Serienversion. Sie wurde von zwei Allison-J35-A-21-Strahltriebwerken angetrieben. Von dieser Version wurden 19 Flugzeuge gebaut.
Die F-89B hatten eine verbesserte Bordausrüstung (z. B. ein Lear-Autopilot und eine ILS-Bordanlage). Von dieser Version wurden 30 (nach anderen Quellen 64) Flugzeuge gebaut.
Die F-89C bekam ein neues Leitwerk und eine modernere Ausrüstung. Von dieser Version wurden mit unterschiedlichen Varianten des Triebwerks 164 Flugzeuge gebaut.
Als nächstes Modell kam 1953 die F-89D, bei der die sechs 20-mm-Bugkanonen entfielen; an den Tragflächenenden kamen dafür Behälter für 52 ungelenkte Raketen hinzu. Außerdem erhielt sie ein Hughes-Feuerleitsystem. Von dieser Version wurden 682 Flugzeuge gebaut, von denen später 350 zu F-89J umgerüstet wurden. Diese hohe Anzahl auch der folgenden Serienversionen resultierte aus der Notwendigkeit, die Verluste aus dem Koreakrieg auszugleichen, für den zahlreiche ältere Maschinen der Luftverteidigungsverbände abgestellt wurden.
Danach kamen einige Versionen (YF-89E, F-89F, F-89G), bei denen entweder der Antrieb oder die Bewaffnung geändert werden sollten, die aber nicht in Serie gebaut wurden.
Die letzte neu gebaute Serienversion war die F-89H, die der F-89D ähnelte. Sie erhielt jedoch stärkere Triebwerke und neue Behälter für drei gelenkte Luft-Luft-Raketen vom Typ Hughes Falcon an den Tragflächenenden. Unter den Tragflächen konnten weitere sechs Raketen mitgeführt werden. Von dieser Version wurden 156 Flugzeuge gebaut.
Durch den Umbau von F-89D entstand als letzte Version die F-89J, die von Mitte 1956 bis März 1958 in 350 Exemplaren fertiggestellt wurde. An den Flächenenden befanden sich anstatt der Raketenbehälter Treibstofftanks. Sie konnte unter den Tragflächen je eine ungelenkte Rakete mit einem atomaren Gefechtskopf (Douglas MB-1 Genie) und vier Falcon-Raketen aufnehmen. Dadurch wurde die Scorpion zum ersten Jäger mit atomarer Bewaffnung; eine F-89J feuerte am 19. Juli 1957 die erste Luft-Luft-Rakete mit nuklearem Gefechtskopf ab.
Insgesamt wurden 1.085 Scorpion produziert.

## Produktion
Abnahme der F-89 durch die USAF:
| Version | 1949 | 1950 | 1951 | 1952 | 1953 | 1954 | 1955 | 1956 | SUMME | Preis         |
| ------- | ---- | ---- | ---- | ---- | ---- | ---- | ---- | ---- | ----- | ------------- |
| XF-89   | 1    |      |      |      |      |      |      |      | 1     | 2.800.000 USD |
| XF-89A  | 1    |      |      |      |      |      |      |      | 1     | 2.800.000 USD |
| F-89A   |      | 3    | 8    |      |      |      |      |      | 11    | 1.085.882 USD |
| F-89B   |      |      | 37   |      |      |      |      |      | 37    | 1.085.882 USD |
| F-89C   |      |      | 48   | 115  |      |      |      |      | 163   | 797.202 USD   |
| F-89D   |      |      |      | 5    | 58   | 290  | 298  | 31   | 682   | 804.724 USD   |
| YF-89E  |      |      |      |      |      | 1    |      |      | 1     |               |
| F-89H   |      |      |      |      |      |      | 2    | 154  | 156   | 1.011.750 USD |
| SUMME   | 2    | 3    | 89   | 120  | 58   | 291  | 300  | 185  | 1.052 |               |

Am 30. Juni 1957 waren 152, am 30. Juni 1958 waren 342 F-89J im Bestand der USAF. Insgesamt wurden 350 F-89D in F-89J von Northrop, Hawthorne umgebaut. Diese Flugzeuge wurden im Zeitraum von November 1956 bis Februar 1958 ausgeliefert. Diese Version kostete 988.884 USD.

## Technische Daten

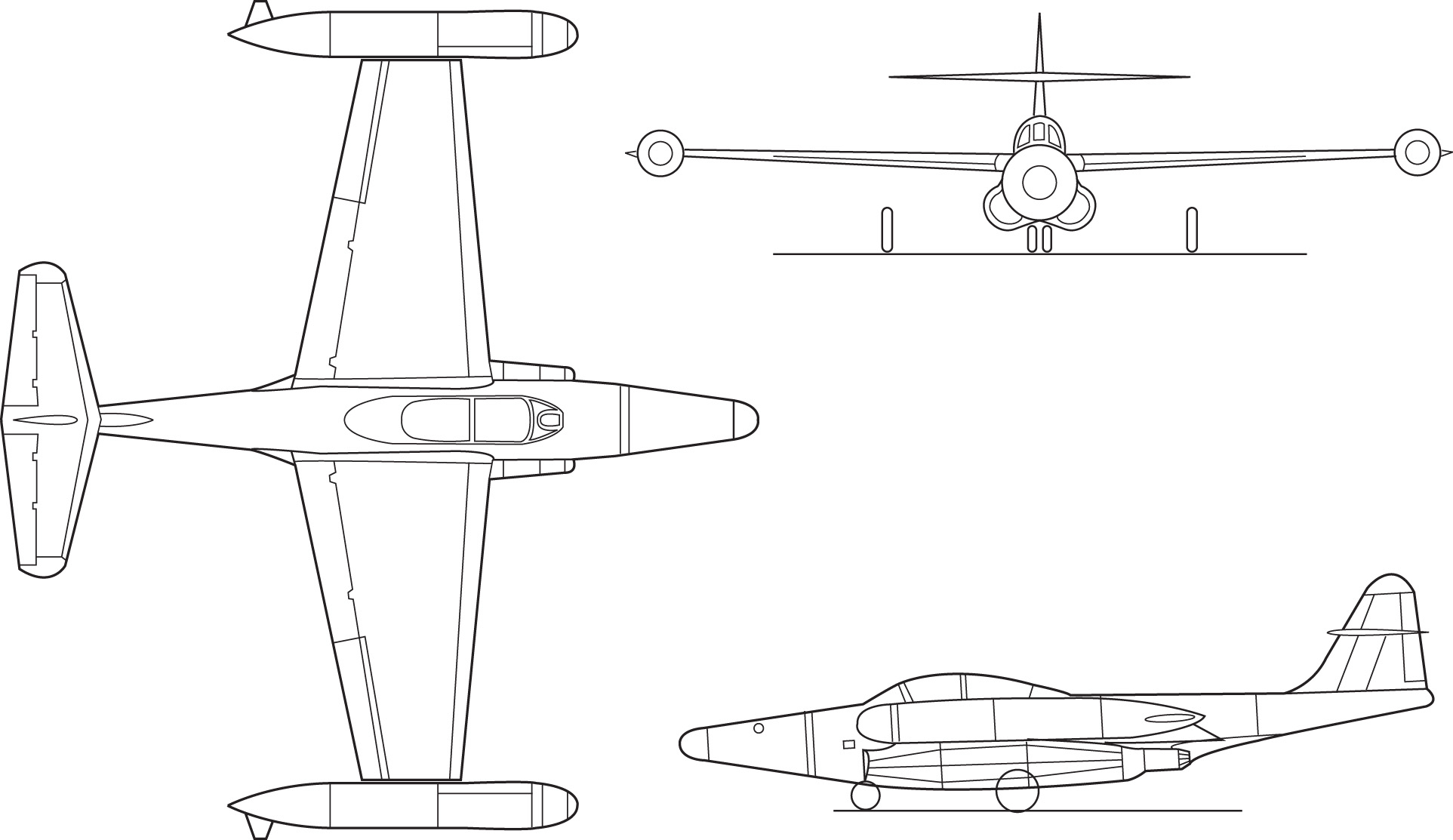
3-Seiten-Riss der F-89J

| Kenngröße                            | Daten der F-89D Scorpion |
| ------------------------------------ | --- |
| Länge                                | 16,49 m |
| Spannweite                           | 18,18 m |
| Höhe                                 | 5,32 m |
| Flügelfläche                         | 60,38 m² |
| Leermasse                            | 11.490 kg |
| max. Startmasse                      | 19.140 kg |
| Triebwerk                            | 2 Nachbrennertriebwerke Allison J35-A-35, -33A, -41 oder -47 mit je 2430 kp Schub ohne und je 3260 kp mit Nachbrenner |
| Höchstgeschwindigkeit in 3230 m Höhe | 1017 km/h |
| Steiggeschwindigkeit                 | 42,40 m/s |
| Dienstgipfelhöhe                     | 14.995 m |
| Reichweite                           | normal 2190 km, maximal 4184 km |
| Bewaffnung                           | F-89D: 104 ungelenkte 70-mm-Raketen in Behältern an den Flächenenden F-89H: 42 ungelenkte 70-mm-Raketen und 6 Falcon-Lenkflugkörper F-89J: 4 AIM-4 Falcon und 2 AIR-2 Genie, zusätzlich 104 ungelenkte Raketen wie D-Version möglich. |
| Besatzung                            | 2 |